# Скорошовиці
Скорошовиці (пол. Skoroszowice) — село в Польщі, у гміні Стшелін Стшелінського повіту Нижньосілезького воєводства.
Населення — 139 осіб (2011).
У 1975-1998 роках село належало до Вроцлавського воєводства.

## Демографія
Демографічна структура станом на 31 березня 2011 року:
|          | Загалом | Допрацездатний вік | Працездатний вік | Постпрацездатний вік |
| -------- | ------- | ------------------ | ---------------- | -------------------- |
| Чоловіки | 71      | 12                 | 55               | 4                    |
| Жінки    | 68      | 12                 | 43               | 13                   |
| Разом    | 139     | 24                 | 98               | 17                   |